# Palpusia terminalis
Palpusia terminalis là một loài bướm đêm trong họ Crambidae.